# United Airlines
Pour les articles homonymes, voir United.
United Airlines (Code AITA : UA ; code OACI : UAL) est une compagnie aérienne américaine. Avec 86 852 employés et 1 262 avions, elle est la plus importante compagnie aérienne au monde selon CAPA et Innovata. Elle fait partie du groupe United Continental Holdings, précédemment UAL Corporation, dont le siège est à Chicago. La plateforme de correspondance la plus importante est située sur l'aéroport international O'Hare de Chicago. United Airlines est l'une des compagnies fondatrices de Star Alliance, la plus grande association de compagnies aériennes du monde. Elle dessert plus de 1 000 escales dans 170 pays. United Express est une filiale spécialisée dans les dessertes régionales.

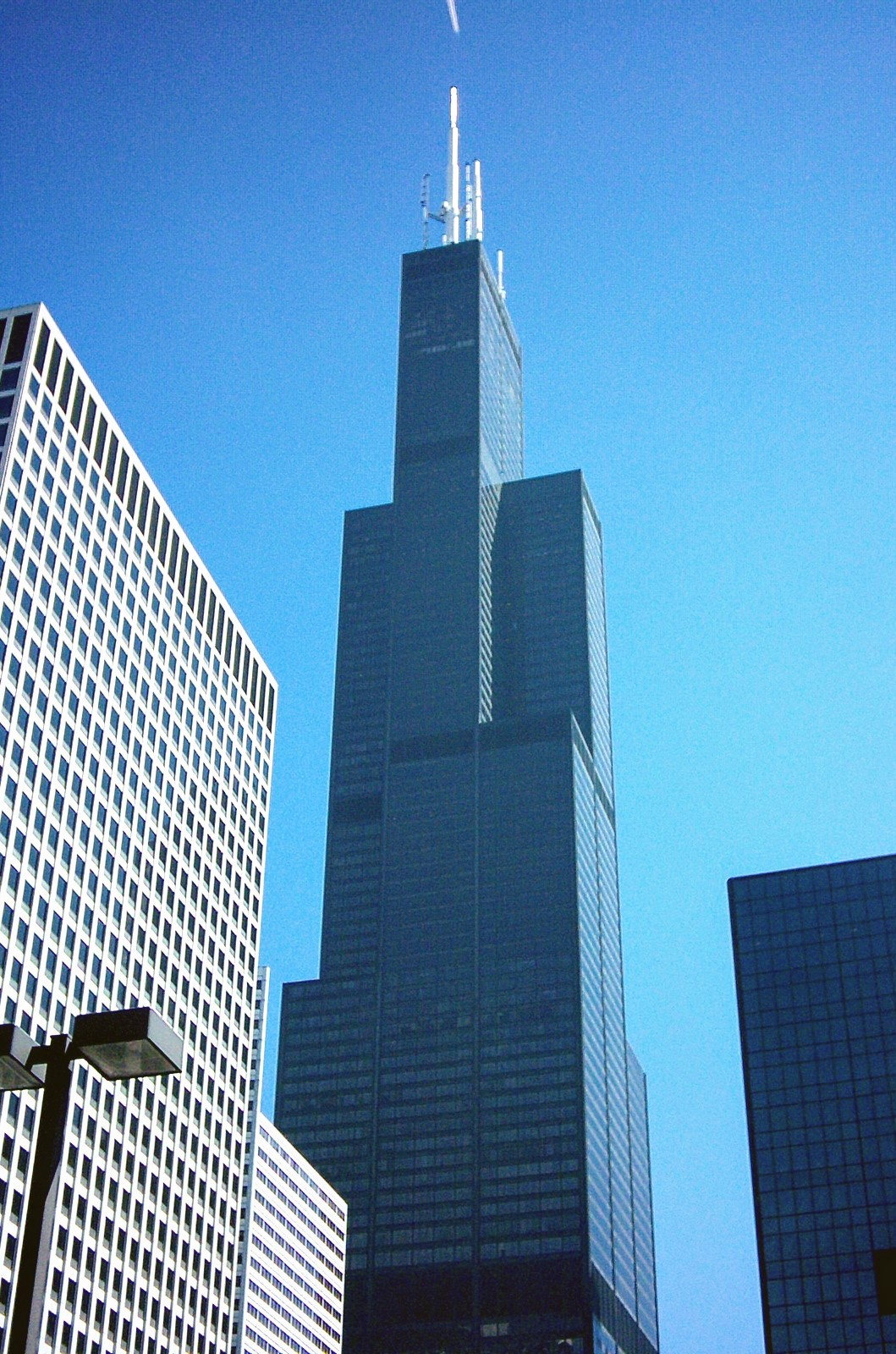
Willis Tower, le siège d'United Airlines.

## Histoire

### 1926 – 1969
Dès 1926, Varney Air Lines, fondée par Walter Varney, emporte le premier marché aéropostal et devient la première compagnie au monde assurant des vols réguliers. En 1927, William Boeing, fondateur de la compagnie Boeing Air Transport, rachète plusieurs petites compagnies dont Varney et à la suite de la fusion avec Pratt & Whitney forme United Aircraft and Transport Corporation.
En 1933, United met en service le Boeing 247 qui permet aux voyageurs de traverser les États-Unis dans la journée sans changer d'avion. Après la promulgation de la loi sur le transport du courrier aérien de 1934, la compagnie se scinde en trois entités : United Aircraft (la future United Technologies) ; Boeing Airplane Company ; United Air Lines. Le développement rapide du trafic aérien après la Seconde Guerre mondiale permet à United de multiplier par cinq le nombre de passagers par kilomètre et cette expansion se poursuit au cours des vingt années suivantes.
En 1934, Central Airlines engage Helen Richey, la première femme à devenir pilote d'une compagnie aérienne commerciale.
En 1954, United devient la première compagnie à acheter des simulateurs de vol avec restitution de l’environnement visuel, sonore et des mouvements.
United est la seule compagnie américaine à exploiter la Caravelle, avec 20 exemplaires commandés à Sud-Aviation le 25 février 1960 pour environ 65 millions de dollars (
562 millions actuels) et qui démarrent leur service le 14 juillet 1961.
La fusion avec Capital Airlines en 1961 permet à United de devenir la deuxième compagnie aérienne mondiale, après Aeroflot et devant American Airlines. La compagnie se réorganise en 1968 avec la création du groupe UAL Corporation et United Airlines devient une filiale indépendante.

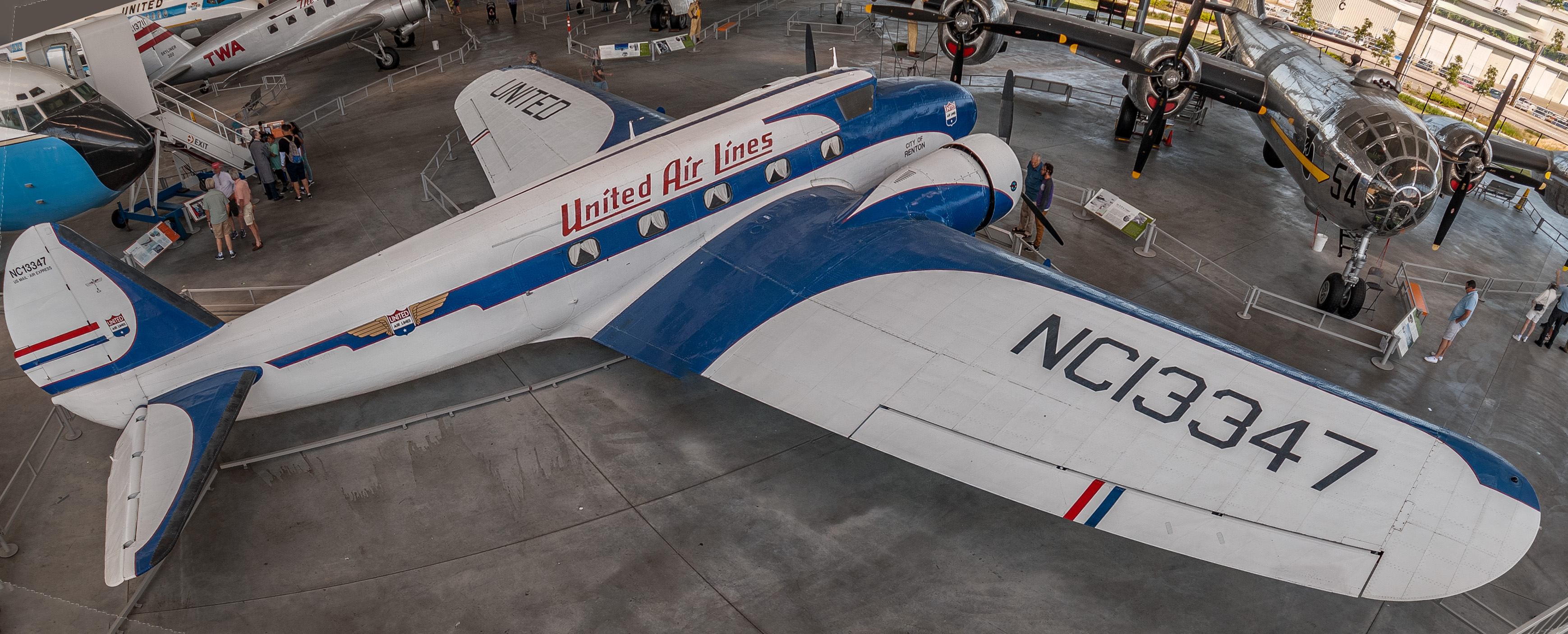
Un Boeing 247 « City of Renton » introduit en 1933.
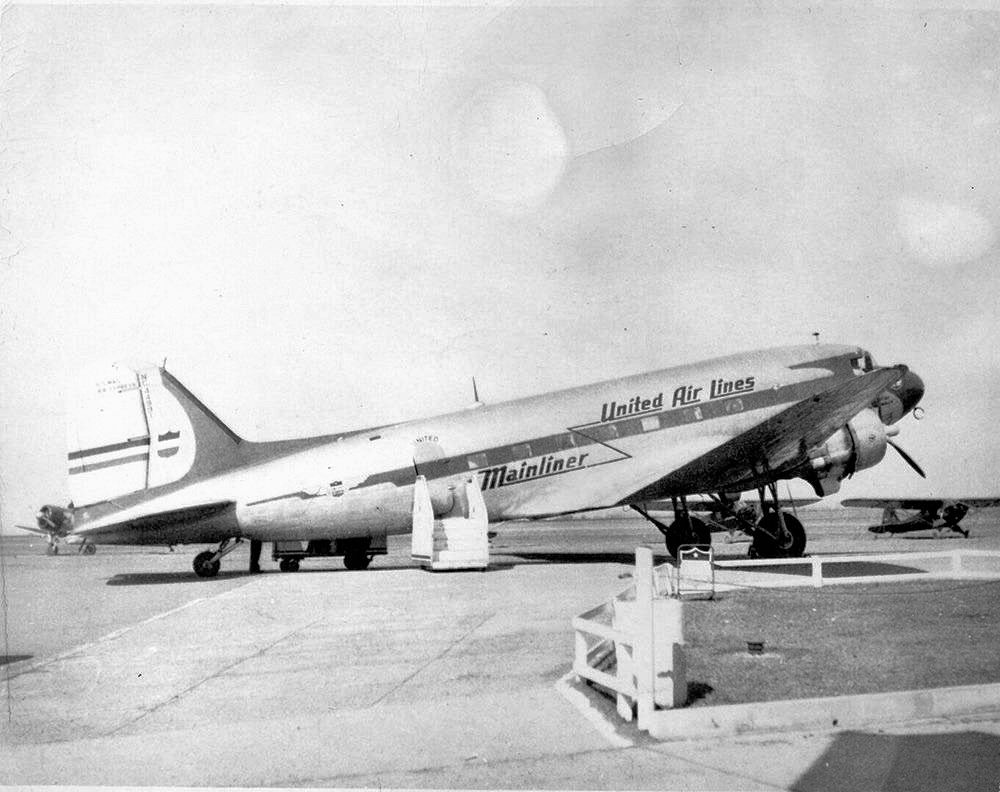
Un Douglas DC-3 en 1942.
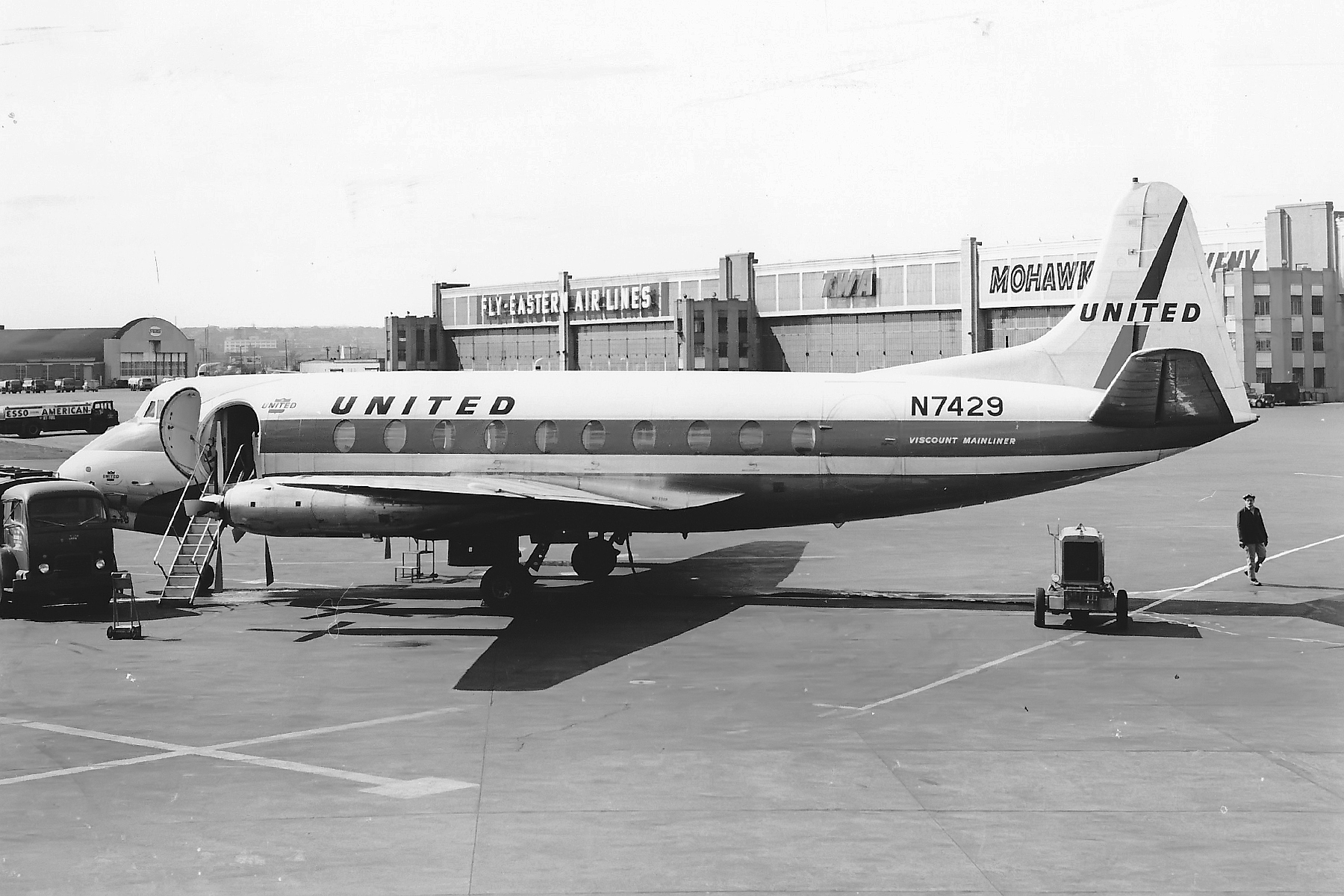
Un Vickers 745D Viscount United Airlines.
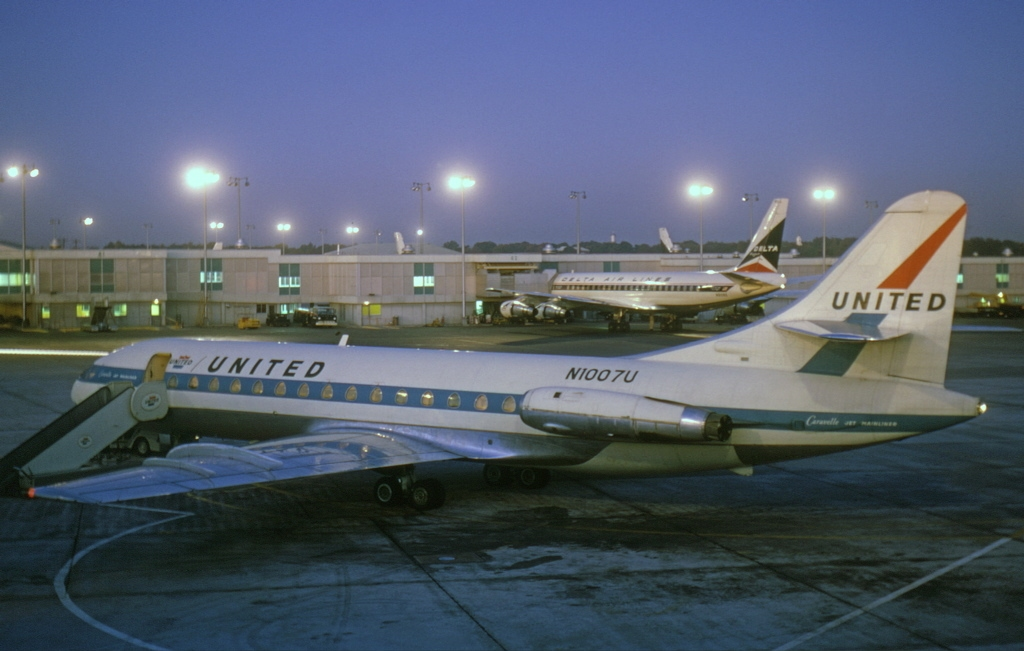
Un Sud Aviation SE 210 Caravelle VIR, United Airlines.

### 1970 – 1999
Les difficultés économiques et sociales des années 1970 et la loi de 1978 sur la dérégulation du trafic aérien sont à l'origine de difficultés et de pertes financières.
En 1985, United s’agrandit énormément en rachetant la division « Pacifique » de Pan Am et son centre d'opérations de Narita à Tokyo puis en 1991 la Pan Am, en difficulté, lui cède ses droits sur Londres Heathrow ce qui en fait l'une des deux seules compagnies américaines à desservir cette destination jusqu'en 2008, avec la mise en œuvre de l'accord « ciel ouvert ». En 1991-1992 la compétition avec les compagnies à bas coûts la met en difficulté. United tente de concurrencer les compagnies à bas coûts en créant une filiale basée sur la côte ouest, mais « Shuttle by United » cessera d'opérer en 2001.
La compagnie est frappée par la récession du début des années 1990. La dégradation de la conjoncture issue de la Guerre du Golfe fragilise le secteur aérien dans son ensemble. United Airlines annonce en janvier 1993 un plan d'économies drastiques prévoyant 2 800 suppressions d'emplois (sur 83 661 employés), la réduction de 5 % du salaire de ses cadres, la réduction des capacités sur les vols intérieurs, la fermeture d'installations aéroportuaires et l'annulation de projets de développement international.
United décide en 1993 de s'allier avec la compagnie allemande Lufthansa, l'accord entre les deux compagnies est retardé par des divergences entre les autorités des deux pays avant d'être avalisé par le département des Transports américain le 28 avril 1994.
En 1994, les pilotes, mécaniciens et personnels au sol d'United approuvent l'acquisition de 55 % des parts de l'entreprise en échange d'une baisse de salaire de 15 à 25 %. Les personnels navigants votèrent de ne pas participer à cette opération. Ce plan d'actionnariat salarié (ESOP – Employee Stock Ownership Plan en anglais) fait d'United la plus grande entreprise détenue par ses salariés au monde.
En 1995, United est la première compagnie à mettre en service le Boeing 777. L'entrée dans la flotte se fait à un rythme soutenu, United exploitant dix appareils dès mars 1996. Cependant, la compagnie se déclare très insatisfaite de ce nouvel appareil et signale de nombreux problèmes techniques qui seraient deux fois plus fréquents qu'initialement prévu. Le 13 février 1996, le responsable de l'exploitation d'United évoque dans un courrier des problèmes significatifs imposant des immobilisations longues des appareils concernés et entraînant en cascade de nombreuses annulations de vols.

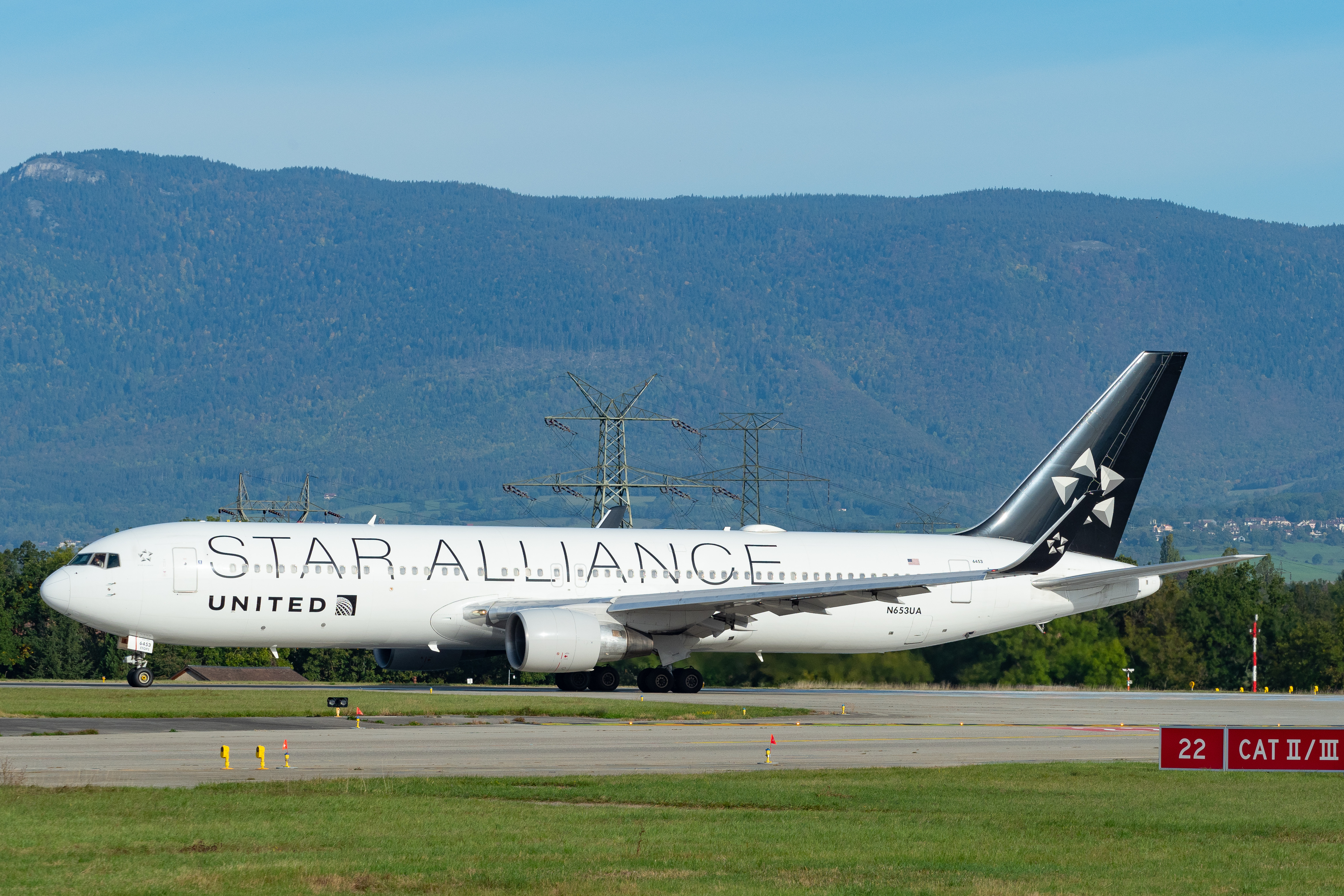
Un avion de United Airlines aux couleurs de Star Alliance.

United est, en 1997, une des compagnies fondatrices de Star Alliance.
Le 4 mars 1998, United passe commande de vingt Airbus A320 et dix Airbus A319 livrables en 2000 et 2001. Cette commande vise à remplacer les plus anciens appareils de la compagnie et à augmenter sa flotte court-courrier. Gerald Greenwald, président d'United, annonce le 14 avril 1998 une autre importante commande de 23 avions gros-porteurs à Boeing livrables entre 1999 et 2002 (1 Boeing 747-400, 16 Boeing 777-200 et 6 Boeing 767-300), cette commande concrétise les ambitions d'United sur les liaisons internationales. Quelques mois plus tard en août 1998, United lève des options acquises en 1996 pour 12 Airbus A320 et 10 Airbus A319 supplémentaires livrables à partir de 2000.

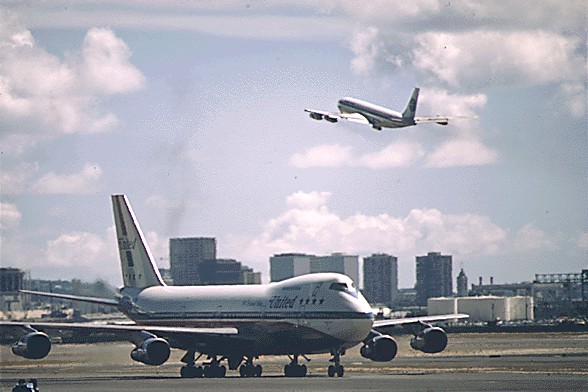
Un appareil de United en 1973.
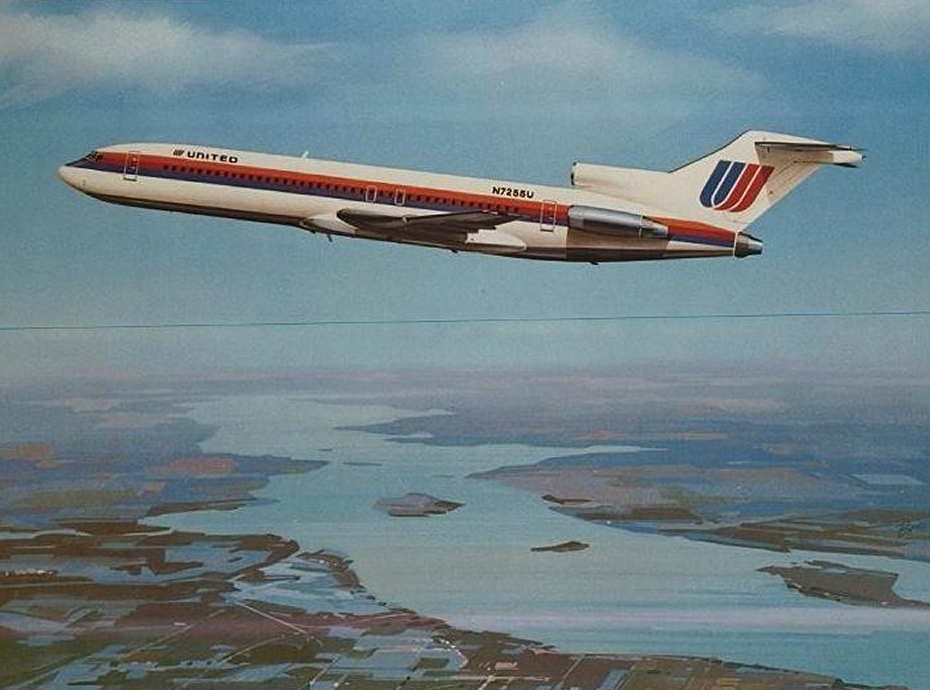
Un Boeing 727 de United.
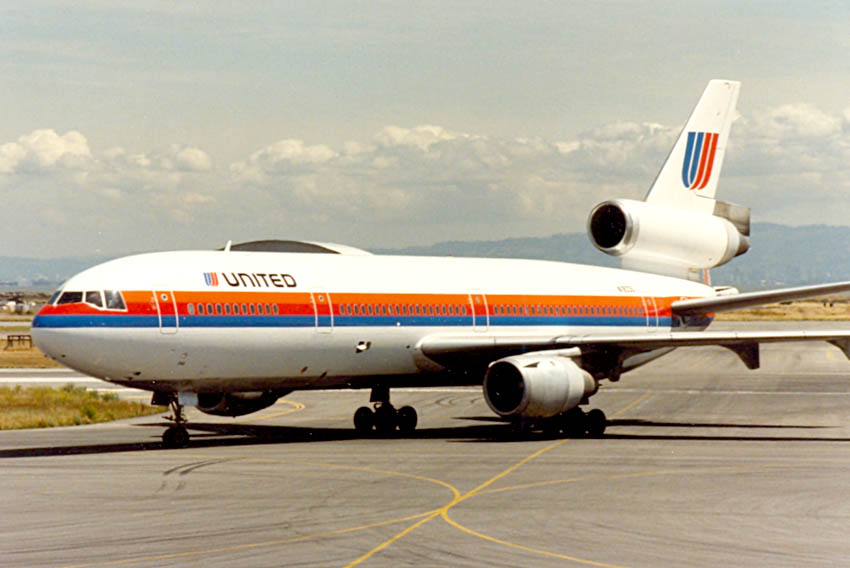
Un DC-10 de United.

### 2000 – 2009
Deux des quatre avions utilisés par les terroristes d'Al-Qaïda lors des attentats du 11 septembre 2001 appartenaient à United. L'industrie du transport aérien est fortement touchée et la compagnie se déclare en faillite en décembre 2002. United renvoie des milliers d'employés, ferme toutes ses agences, supprime des lignes, réduit ses opérations à partir de Miami, ferme des centres de maintenance, réduit sa flotte, annule les contrats avec les compagnies locales, etc.
En 2005, United réussit à obtenir un financement de 3 milliards de dollars qui lui permet de sortir de la faillite et d'entamer sa réorganisation. Une fusion avec Continental est annoncée en 2006. Elle entre en vigueur en 2010 après l'approbation de l'Union européenne et du département de la Justice des États-Unis. United devient la plus grande compagnie mondiale ; elle conserve son nom, mais vole sous les couleurs de Continental.
- Mai 2005 : UAL obtient une décision de justice l'autorisant à cesser l'abondement des fonds de retraite de toutes les catégories de personnels qui avait atteint un montant 9,8 milliards de dollars. Les abondements seront repris par le fonds de garantie fédéral PBGC à hauteur de 6,6 milliards, la différence étant définitivement perdue pour le personnel concerné.
- Février 2006 : United Airlines parvient finalement à quitter le « Chapitre 11 », mais reste la compagnie aérienne américaine étant restée le plus longtemps sous la protection de cette loi sur les faillites.
- Juillet 2008 : United Airlines annonce un plan drastique d'économie avec 5 500 licenciements, ainsi que la mise au rebut de l'ensemble de sa flotte de Boeing 737 (100 appareils), et de quatre de ses Boeing 747.
- Décembre 2009 : United Airlines commande 25 Airbus A350 et 25 Boeing 787, ainsi que 50 options supplémentaires pour chaque appareil. Il s'agit de la première commande d'avions neufs d'United depuis plus de dix ans.

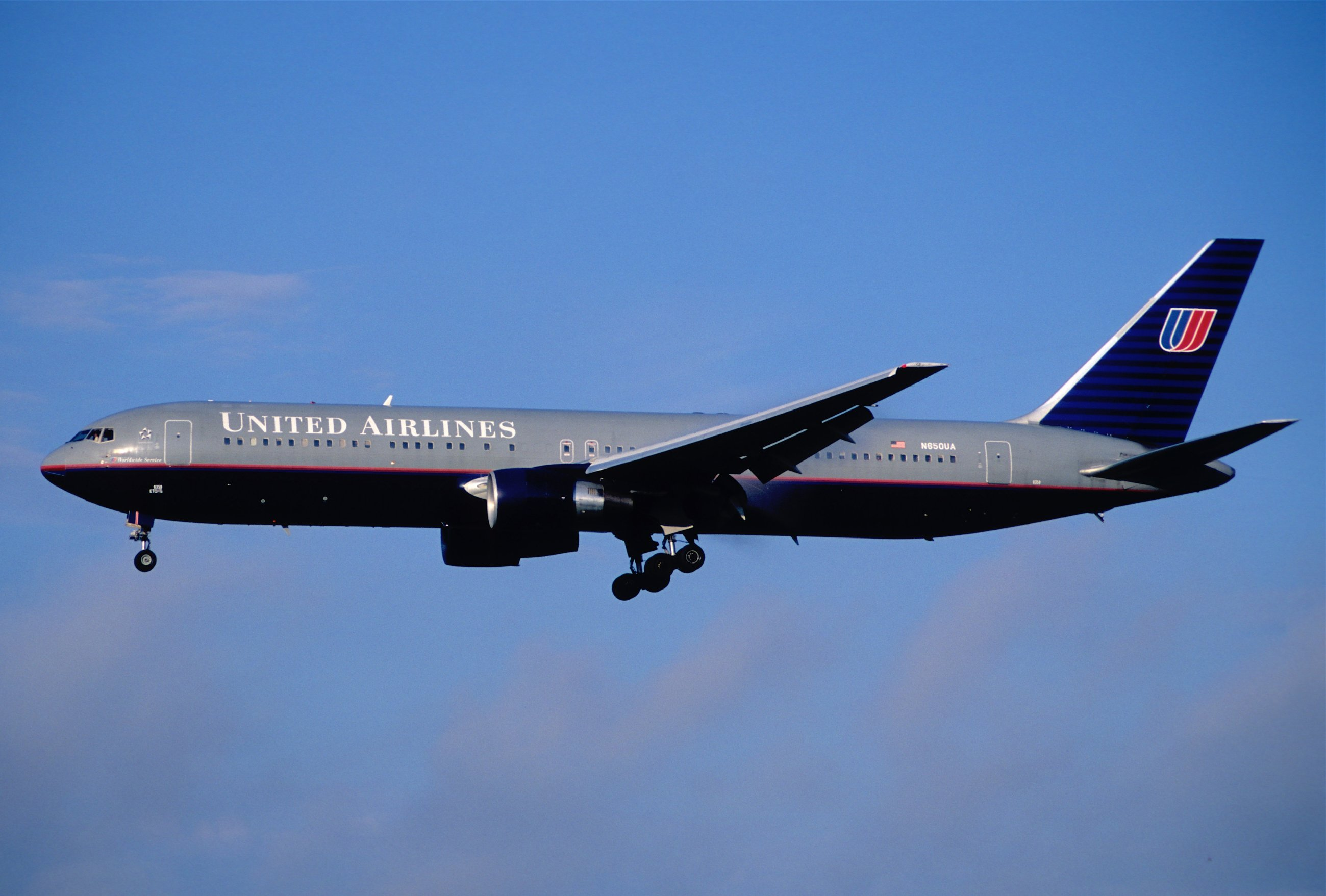
Un Boeing 767-322ER de United Airlines, en 2004.
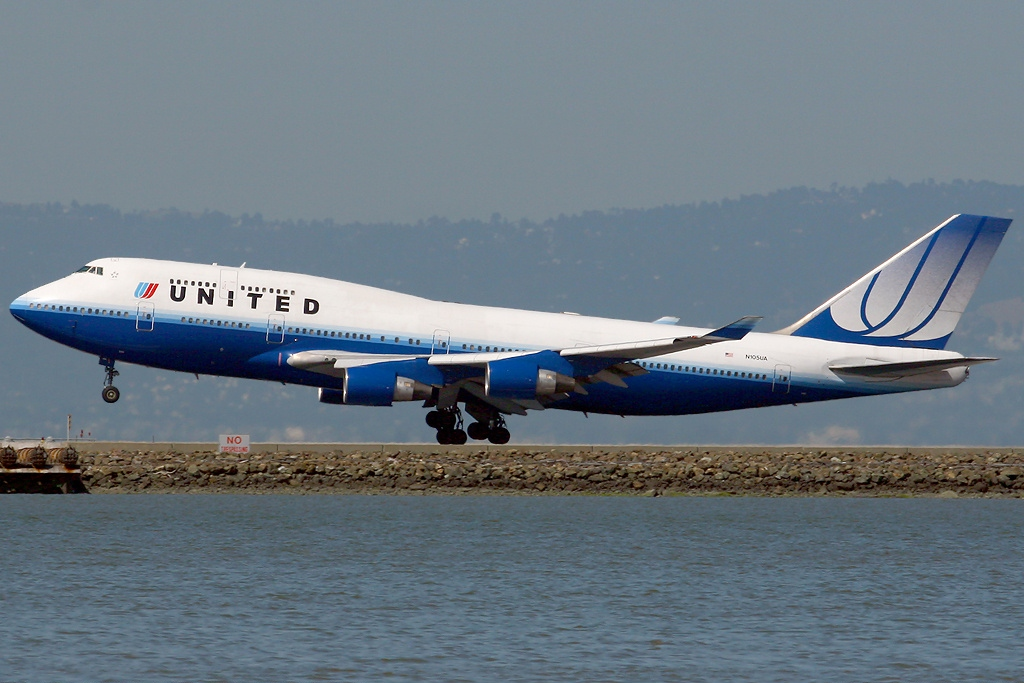
Un Boeing 747-451, United Airlines.

### Depuis 2010
Le 3 mai 2010, la compagnie annonce sa fusion effective avec Continental Airlines pour 3 milliards de dollars. La nouvelle compagnie sera la plus grande compagnie aérienne mondiale avec un chiffre d'affaires de 29 milliards de dollars,,,. Mars 2012 : La fusion avec Continental est complétée, le dernier vol de Continental décollant le 2 mars 2012.
Le 7 novembre 2017, le Boeing 747-400 assure son dernier vol entre San Francisco et Honolulu.
En octobre 2020, United Airlines annonce la suppression d'environ 13 000 emplois, après avoir menacé de supprimer 36 000 postes à la suite de la crise économique liée à la pandémie de Covid-19, alors que le secteur aérien américain attend une aide gouvernementale. Elle a perdu 7,1 milliards de dollars en 2020. Sur le seul quatrième trimestre, le groupe a enregistré une perte nette de 1,9 milliard de dollars pour un chiffre d'affaires en chute de 69 % à 3,41 milliards de dollars.
Le 3 juin 2021, United Airlines a annoncé avoir signé un accord pour l'achat de 15 avions Overture avec 35 options supplémentaires, et prévoit de commencer les vols de passagers d'ici 2029.
En juin 2021, United Airlines annonce la plus grosse commande depuis sa création: 200 Boeing 737 MAX et 70 Airbus A321neo.

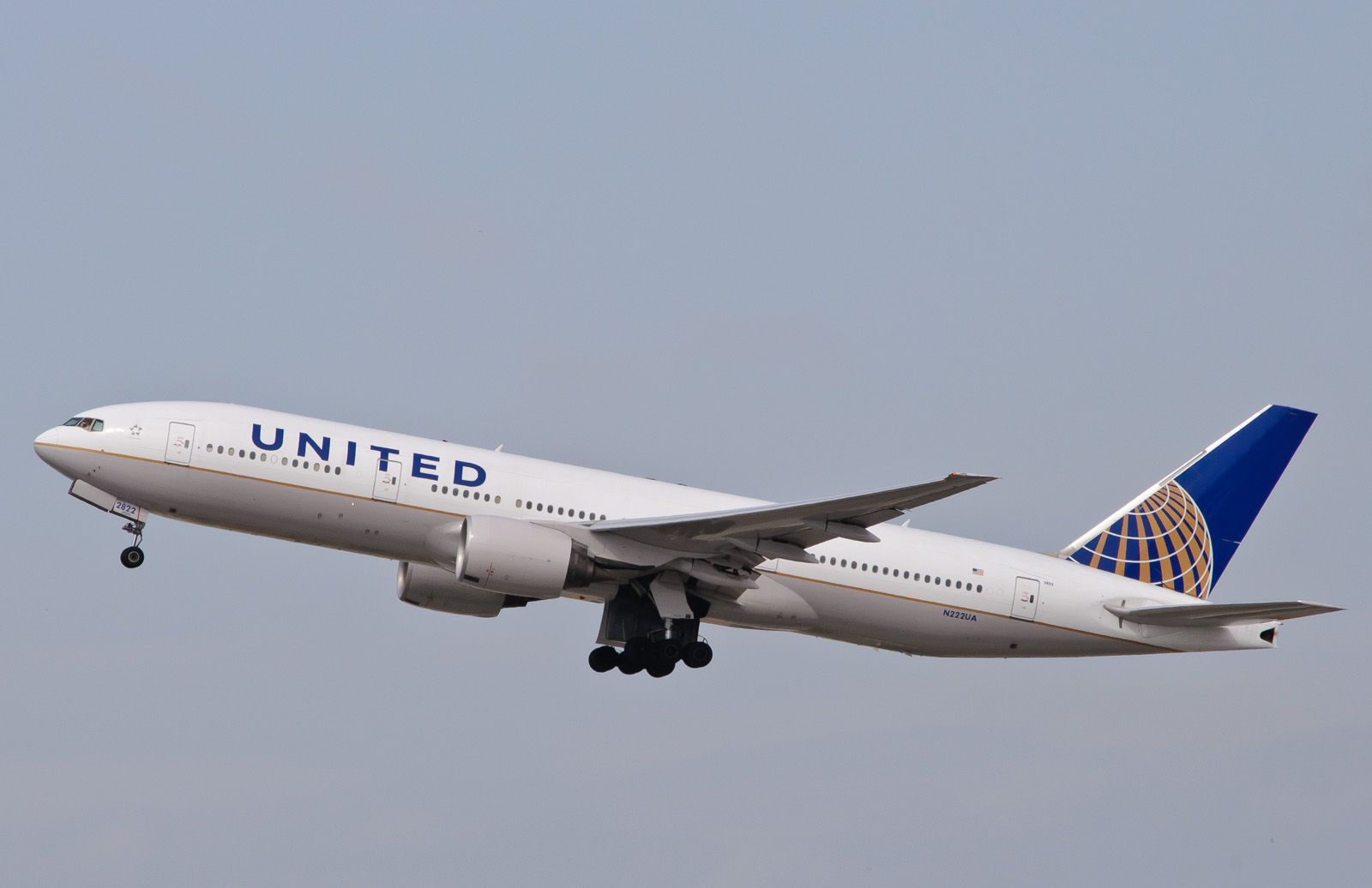
United Airlines - N222UA

## Plate-forme de correspondance aéroportuaire
United Airlines exploite huit plate-forme de correspondance à travers les États-Unis. Les aéroports ci-dessous sont classés par ordre d'importance pour United Airlines.
- Aéroport de Chicago-O'Hare — Plate-forme de correspondance pour le Midwest, ainsi que la plus fréquentée. La compagnie assure 47 % du trafic à O'Hare, ce qui en fait le plus grand opérateur sur la plateforme.
- Aéroport de Houston-Intercontinental — Plate-forme de correspondance pour le sud des États-Unis, l'Amérique latine et les Caraïbes. United y effectue également des vols vers l'Europe et l'Asie. United assure 78 % du trafic à Houston, ce qui en fait le plus grand opérateur de la plateforme.
- Aéroport de Newark-Liberty — Plate-forme de correspondance pour la côte est et l'Europe. United assure également des vols pour l'Amérique latine, les Caraïbes ainsi que l'Asie depuis Newark. United y assure 68 % du trafic, ce qui en fait le plus grand opérateur de la plateforme.
- Aéroport de Denver — Plate-forme de correspondance pour la région des Rocheuses. United y assure des vols vers l'Asie et l'Europe depuis Denver. La compagnie y assure 42 % du trafic, ce qui en fait le plus grand opérateur de la plateforme.
- Aéroport de San Francisco — Plate-forme de correspondance pour la côte ouest, l'Asie et l'Océanie. United y assure également des vols vers l'Europe. United assure 46 % du trafic à San Francisco, ce qui en fait le plus grand opérateur de la plateforme.
- Aéroport de Washington-Dulles — Plate-forme de correspondance secondaire d'United Airlines pour la côte est et l'Europe. United y assure également des vols vers l'Asie et les Caraïbes. La compagnie assure 65 % du trafic à Washington-Dulles, ce qui en fait le plus grand opérateur de la plateforme.
- Aéroport de Los Angeles — Plate-forme de correspondance secondaire d'United Airlines pour la côte ouest, l'Asie et l'Océanie. United assure également des vols vers l'Europe et l'Amérique latine depuis Los Angeles. La compagnie y assure 15 % du trafic, ce qui en fait le troisième plus grand opérateur de la plateforme.
- Aéroport de Guam—Antonio-B.-Won-Pat — Plate-forme de correspondance pour la région du Pacifique. 98 % du trafic à Guam est assuré par United, ce qui en fait le plus grand opérateur de la plateforme.

## Identité visuelle
United Airlines a connu des évolutions de son logo et des livrées de ses appareils depuis sa fondation jusqu'en 2010, date à laquelle la fusion avec Continental Airlines lui fit adopter une version retravaillée du logo de celle-ci.
En 1973, United Airlines fait appel au designer Saul Bass pour changer son identité visuelle. Ce dernier conçoit un symbole fort (la Tulipe) composé de fragments de la lettre « U » superposés. Ce nouveau symbole entre en service au début de l'année 1974 en même temps que la nouvelle livrée des appareils de la compagnie. Celle-ci, surnommée Arc-en-ciel (Rainbow en anglais) est composé d'un fuselage blanc orné d'une frise rouge, orange et bleu qui court sur tout le long de l'appareil. La Tulipe est apposée sur l’empennage de l'appareil, sur fond blanc. Cette livrée (malgré une légère modification en 1988 : la frise est alors décalée vers le bas pour permettre d'agrandir le logo United) reste utilisée pendant près de 19 ans.
Ce n'est qu'en 1993 que United revisite profondément son logo et la livrée de ses appareils en faisant appel à CKS Group. Celui-ci retient une livrée radicalement différente : l'appareil est peint en gris foncé (et non plus blanc) et bleu marine sur la partie inférieure tandis que l'empennage s'habille de rayures bleues à l'arrière de la Tulipe (qui reste en place). Le logo United imaginé par Saul Bass est remplacé par la mention United Airlines en Times New Roman blanc. Cette livrée avait pour objectif de changer l'image de United pour lui donner une image plus sérieuse et internationale alors que la compagnie se développe rapidement dans le monde.
United Airlines fait appel à l'agence Pentagram en 1997 pour mettre à jour son logo. L'agence décide de conserver la Tulipe conçue par Saul Bass tout en modernisant la typographie du mot « United ». La livrée de 1993 est conservée malgré le changement de logo, ce n'est qu'en 2004 qu'elle est mise à jour (retour à un fond blanc pour la partie supérieure de l'appareil tandis que le nouveau logo de 1997 est apposé à l'avant de l'appareil, la Tulipe est profondément modernisée).

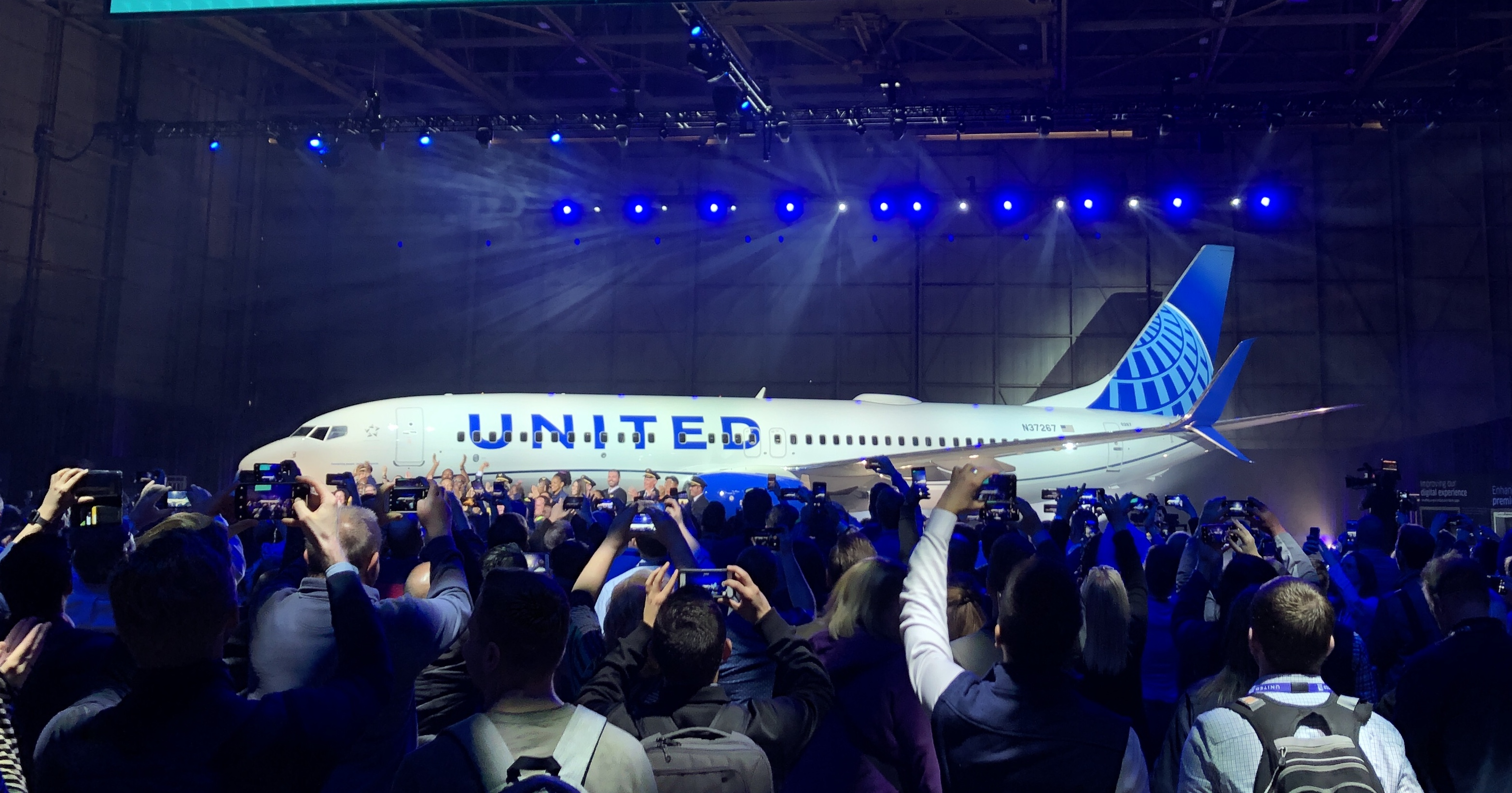
Présentation de la livrée « EvoBlue » en 2019.

En 2019, une nouvelle livrée à dominance bleue nommée « EvoBlue » est introduite. La nouvelle livrée conserve le haut du fuselage blanc et le ventre gris. Le logo est plus grand, une ligne en forme de vague dérivée de celle proposée sur les 737 MAX et 787 est désormais peinte en bleue, la mention Connecting people. Uniting the world. est placée au niveau du cockpit et le globe est légèrement agrandi et peinte en bleu clair au lieu du doré. Elle est progressivement déployée sur les avions de la compagnie.
La flotte étant progressivement mise à jour, plusieurs livrées peuvent coexister.

Logo de United Airlines de 1974 à 2010.
Logo de United Airlines depuis 2010.

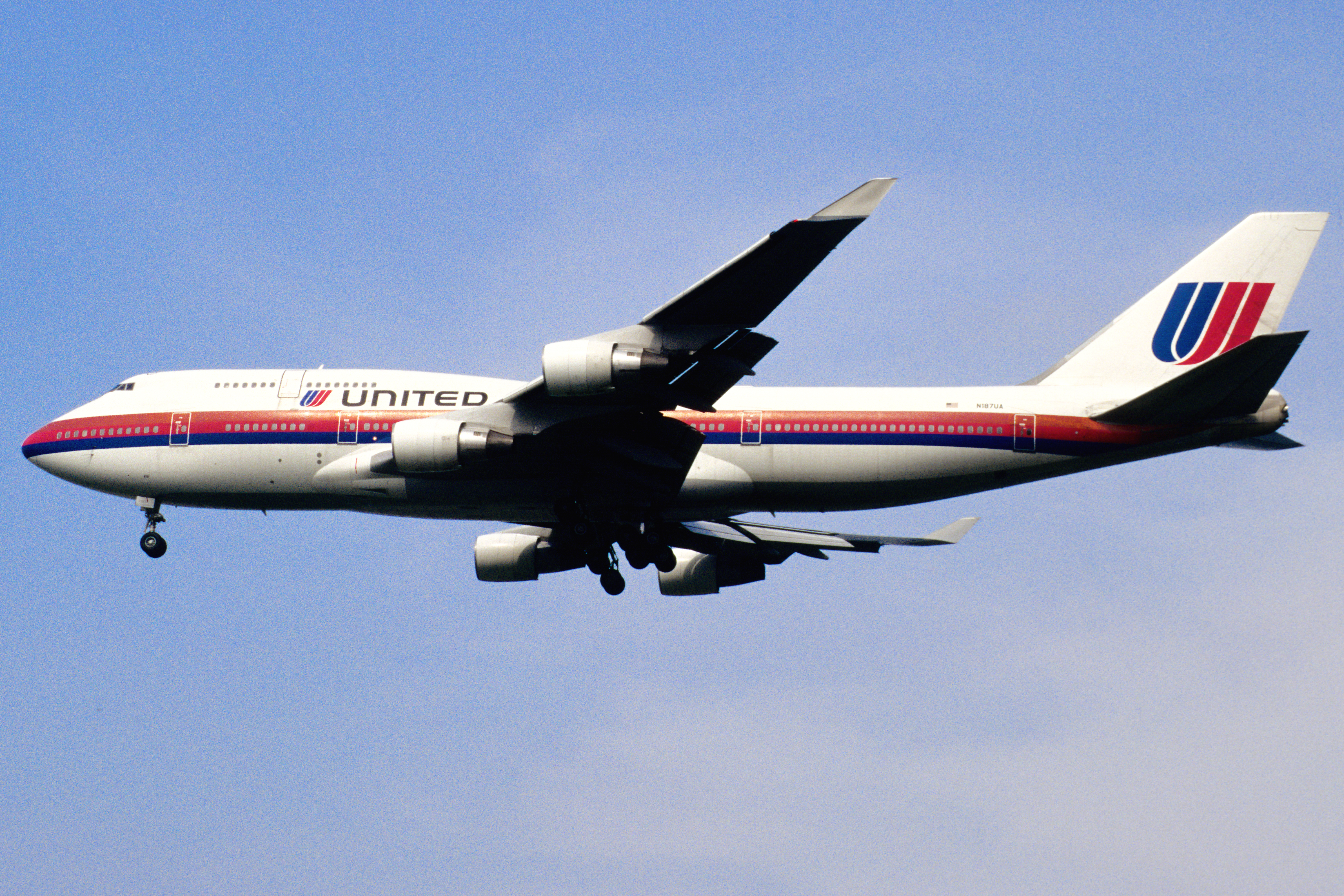
Livrée de 1974 à 1993 (dite Arc-en-ciel).
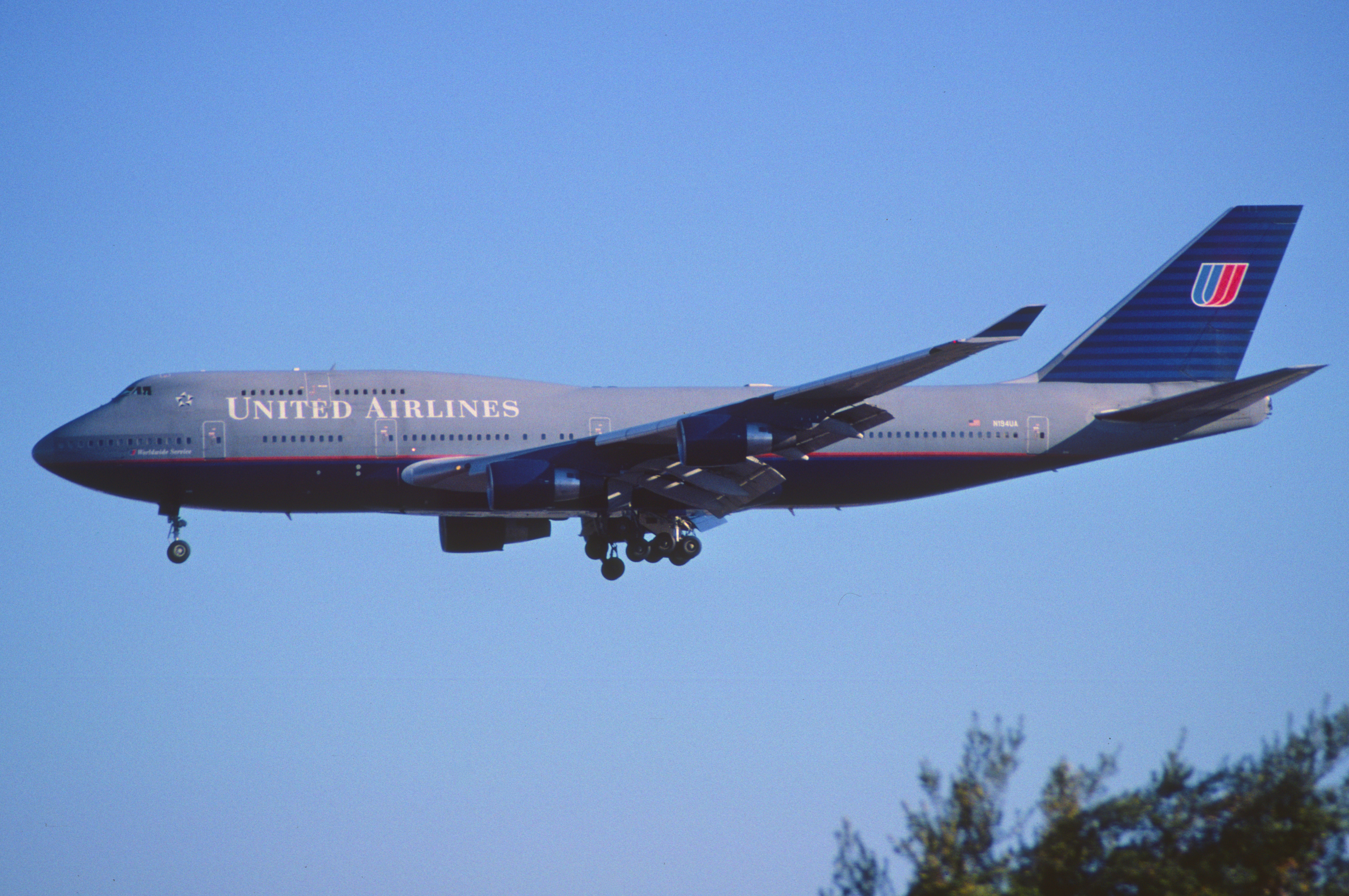
Livrée de 1993 à 2004.
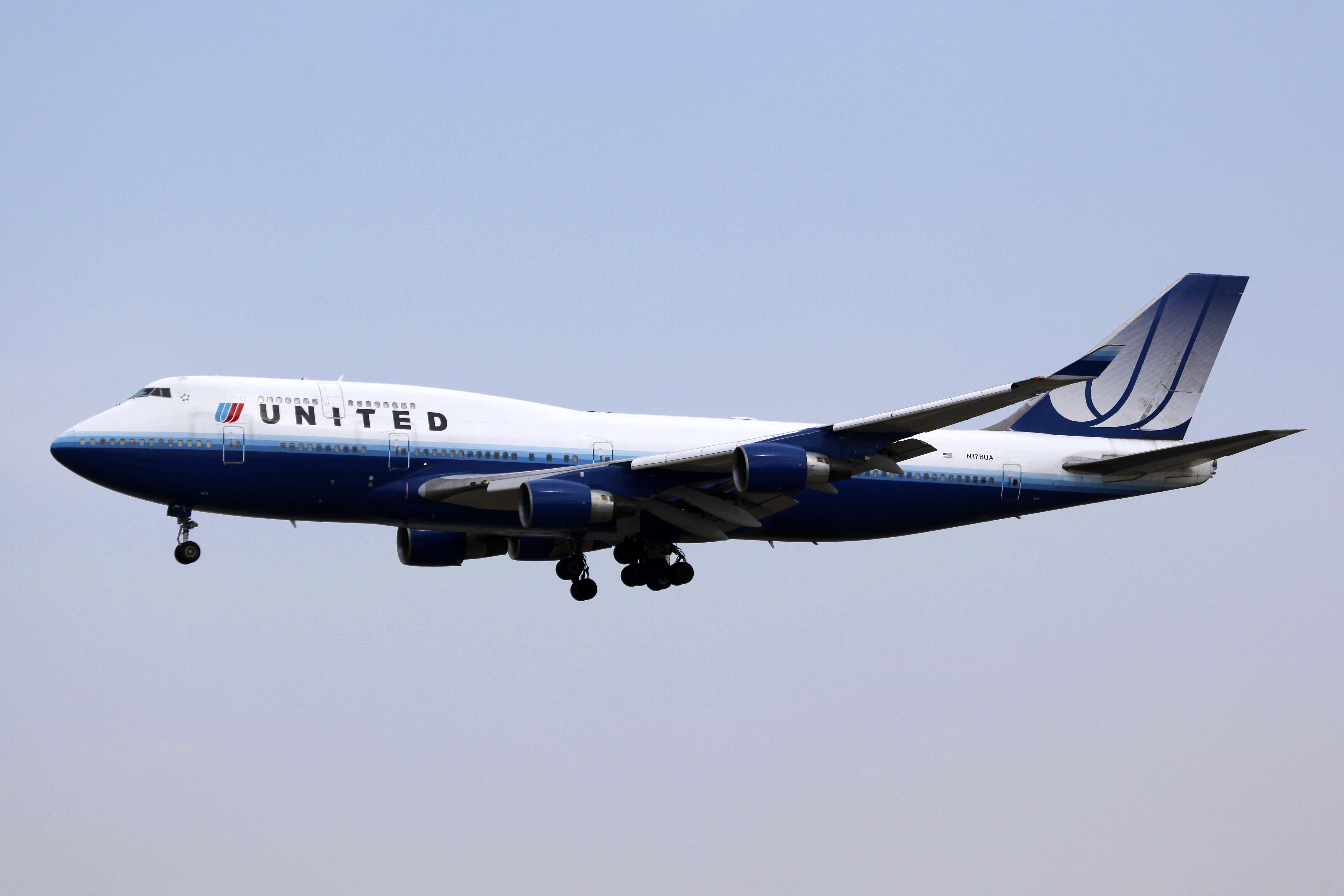
Livrée de 2004 à 2010.
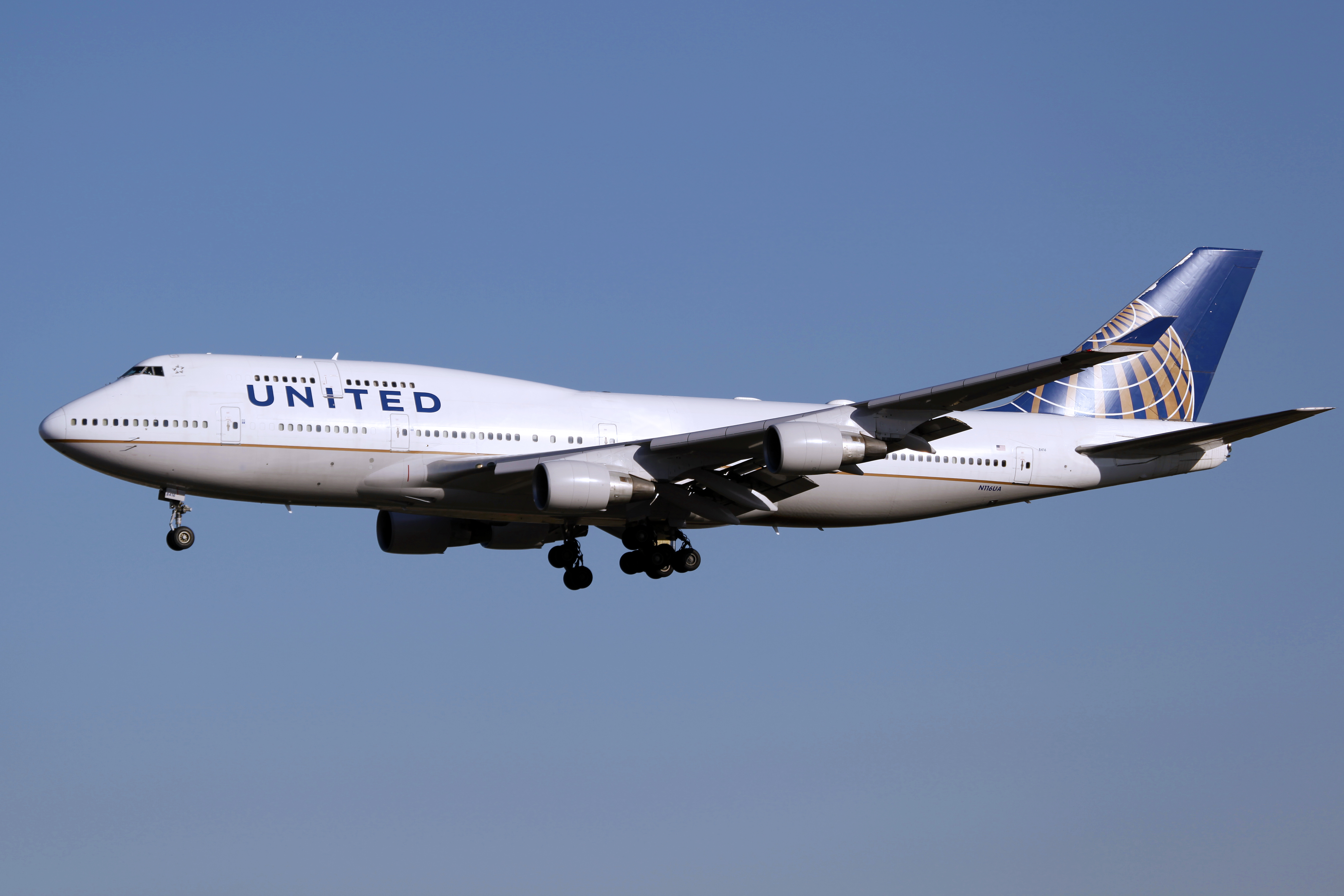
Livrée de 2010 à 2019.
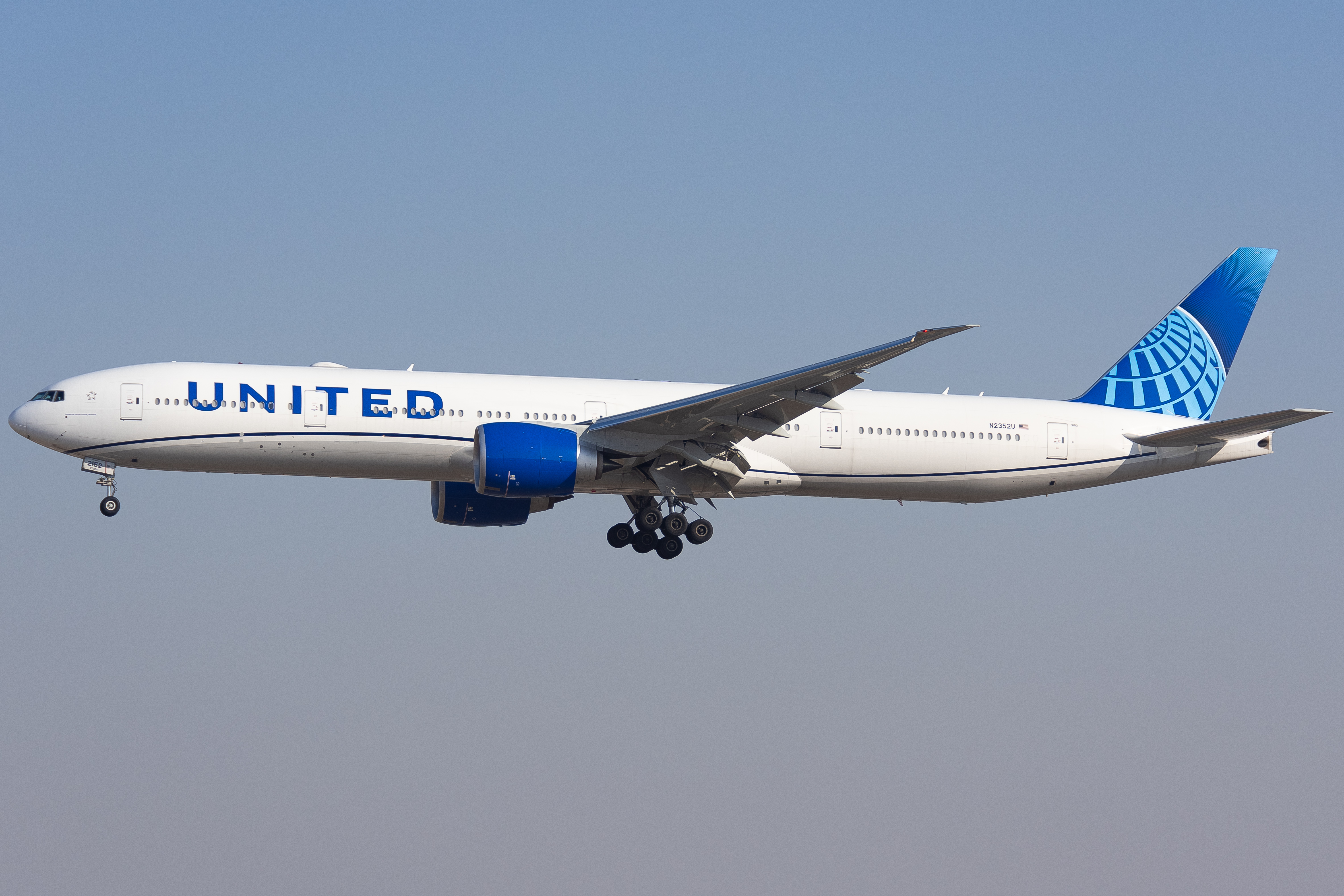
Livrée « EvoBlue » depuis 2019.

## Flotte

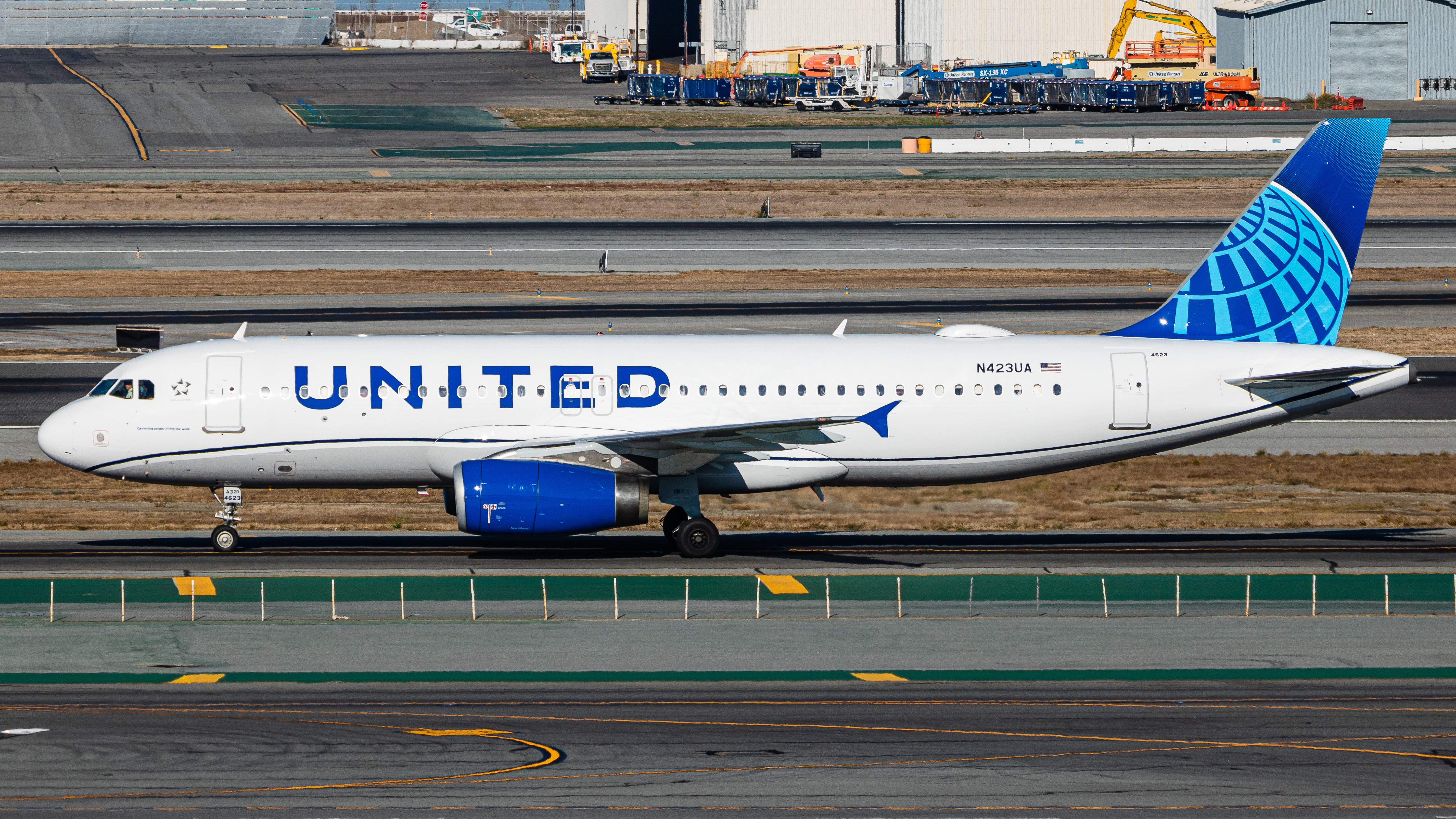
Un Airbus A320 de United Airlines.

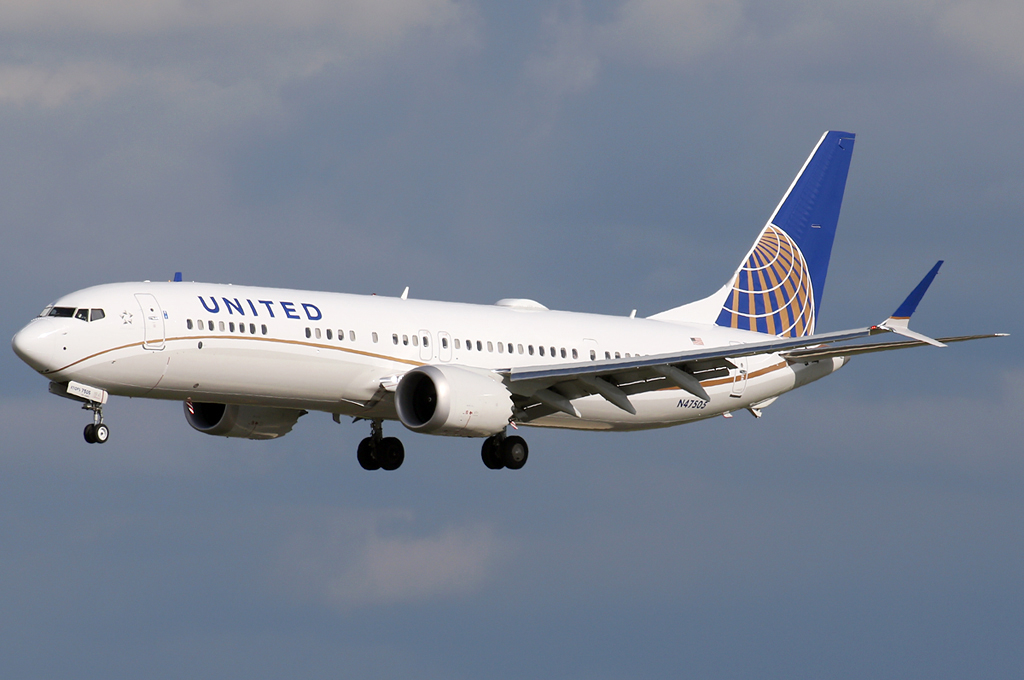
Un Boeing 737-9 MAX.

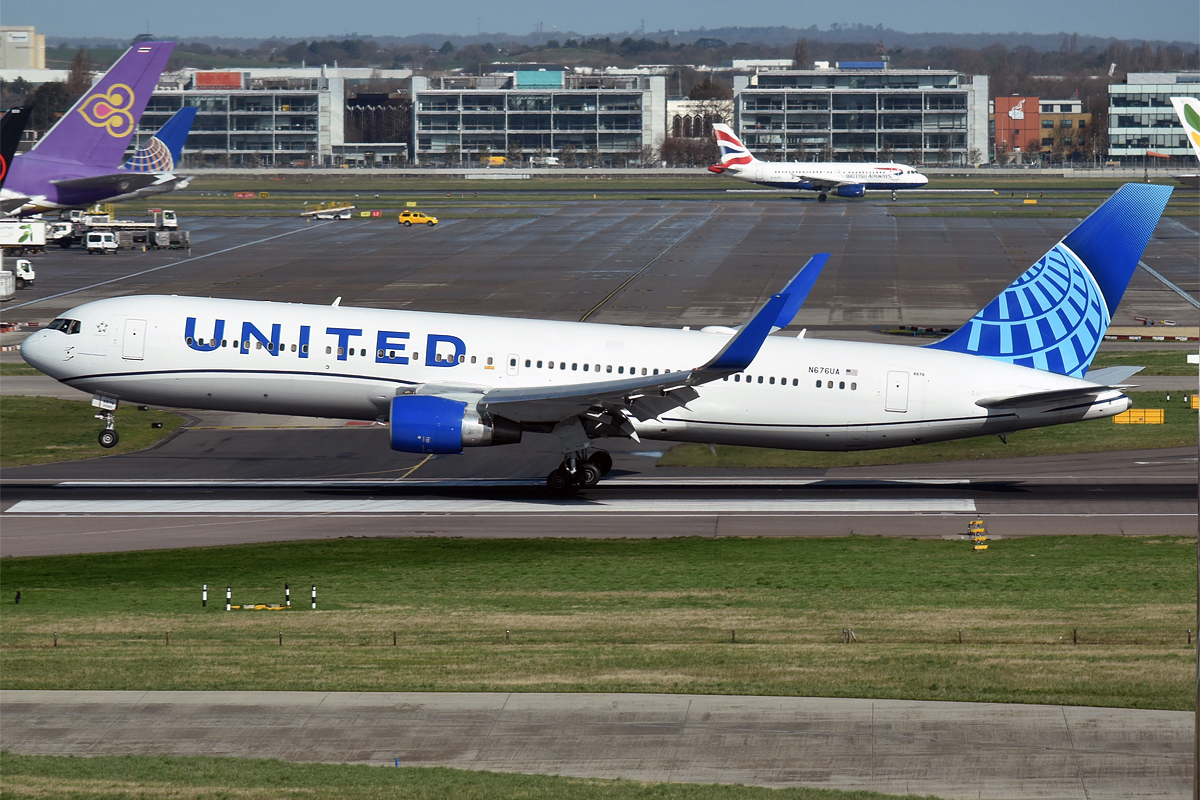
Un Boeing 767-300ER avec les nouvelles couleurs.

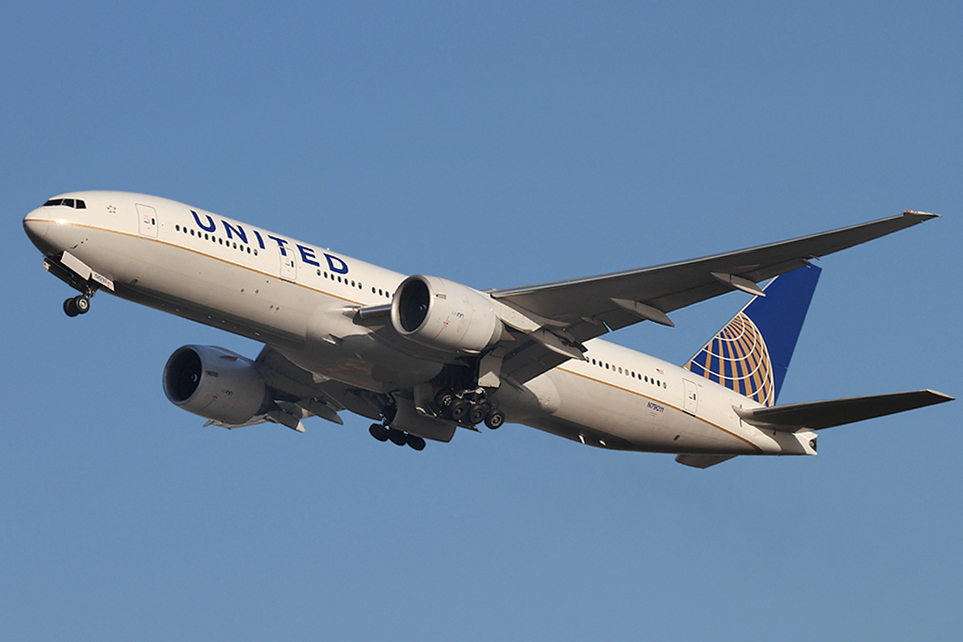
Un Boeing 777-200ER.

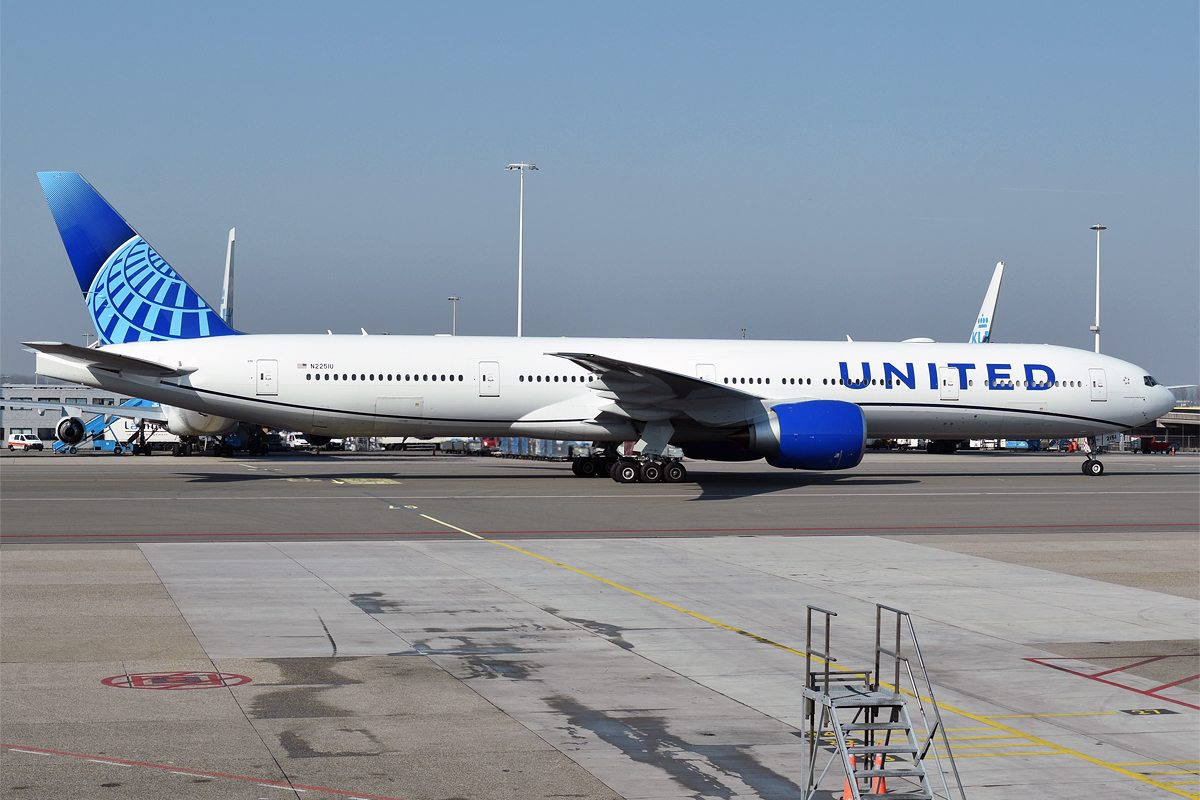
Un Boeing 777-300ER.

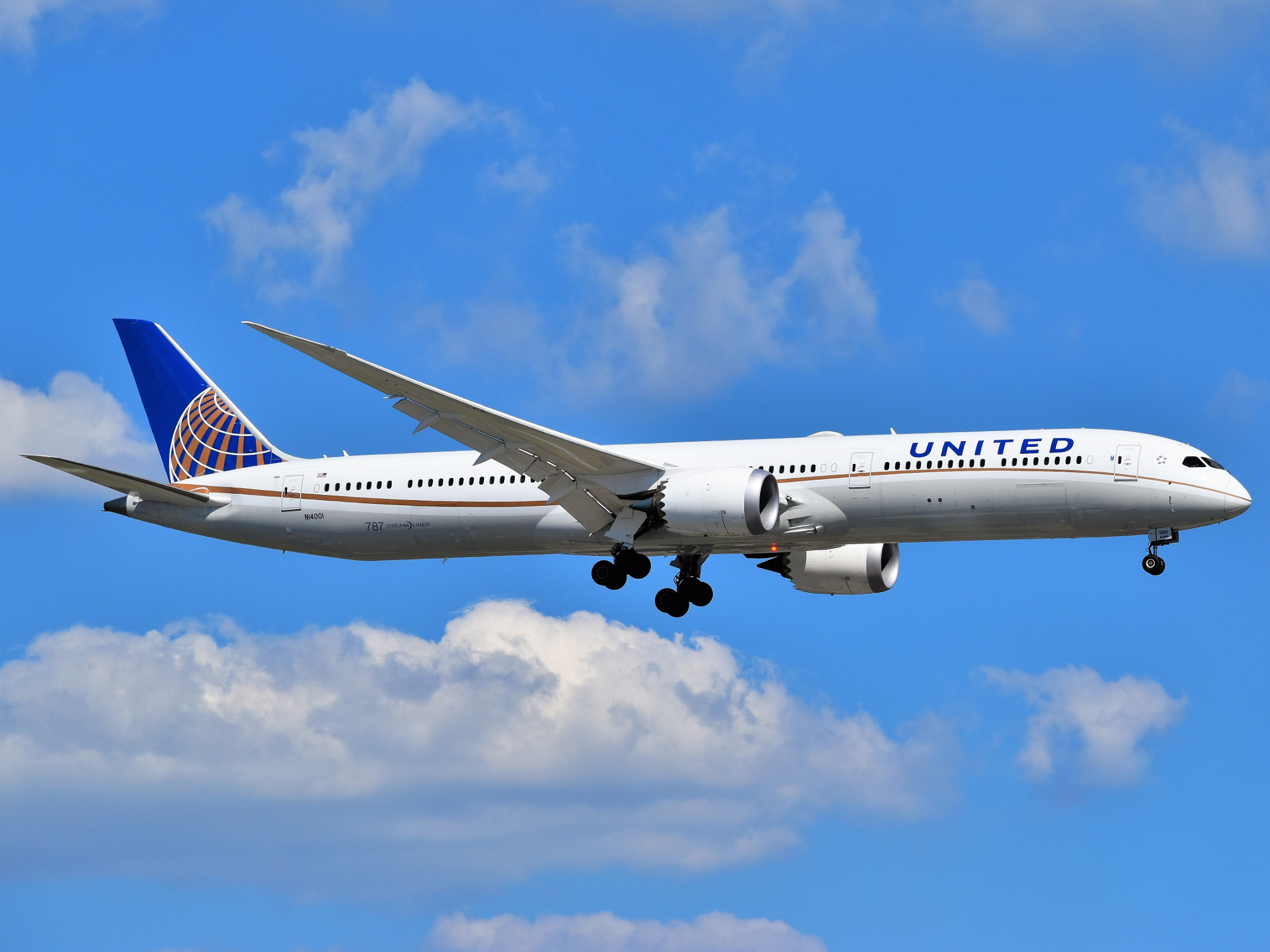
Un Boeing 787-10 Dreamliner.

En juin 2025, la flotte d'United Airlines est composée des appareils suivants (hors flotte régionale de United Express) :

## Controverses
Le 10 avril 2017, la compagnie est sous le feu des critiques après qu'un passager du vol 3411 entre les aéroports de Chicago-O'Hare et de Louisville-Standiford Field eut été débarqué violemment le 9 avril 2017 par des policiers des autorités chargées du transport à Chicago, pour laisser leur place aux employés d'United Airlines. L'information et les vidéos de l'interpellation furent reprises par plusieurs médias d'envergure,,,, et créèrent la polémique. Alors que quatre employés devaient être transportés à Louisville afin d'y travailler, quatre passagers furent tirés au sort. L'interpellation d'un médecin refusant de sortir invoquant des patients à traiter le lendemain, filmée par des passagers, fut brutale et l'homme, ensanglanté, fut traîné au sol avant de revenir dans l'avion en état de choc et la bouche en sang. Il fut à nouveau interpellé. La moitié des passagers quittèrent l'avion en signe de protestation[réf. nécessaire].
Au lendemain, l'action d'United Airlines perdait 4 %, la polémique faisant fondre la valeur de la compagnie d'environ 900 millions de dollars américains en l'espace de quelques heures.
À la suite de cette affaire, la compagnie assure qu'elle ne fera plus appel à la police pour débarquer des passagers.
La chanson United Breaks Guitars brocarde quant à elle la manière dont United Airlines a mal géré les dégâts occasionnés par des bagagistes peu précautionneux. Le visionnage de la vidéo et la mauvaise publicité ont fait plonger son cours et fait perdre plusieurs dizaines de millions de dollars.

## Galerie

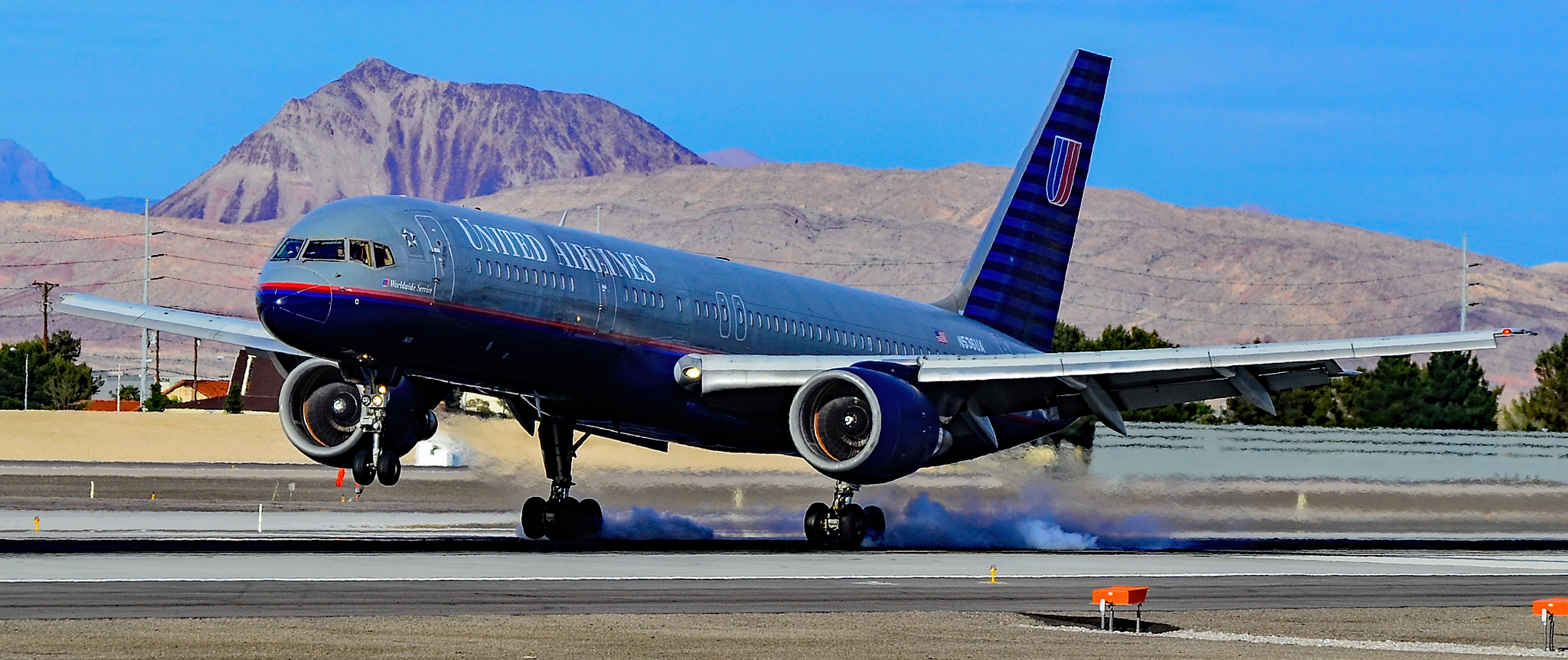
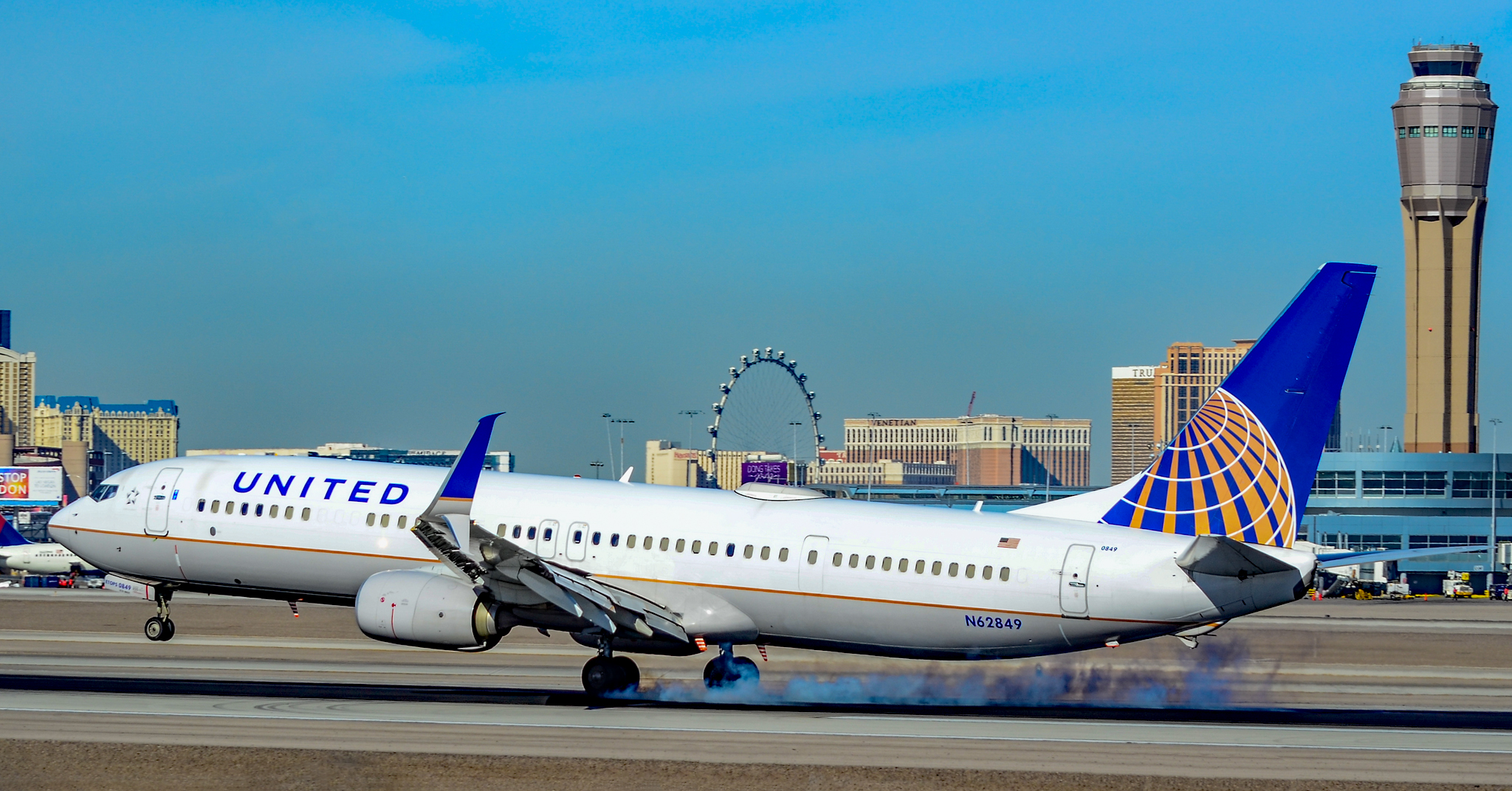
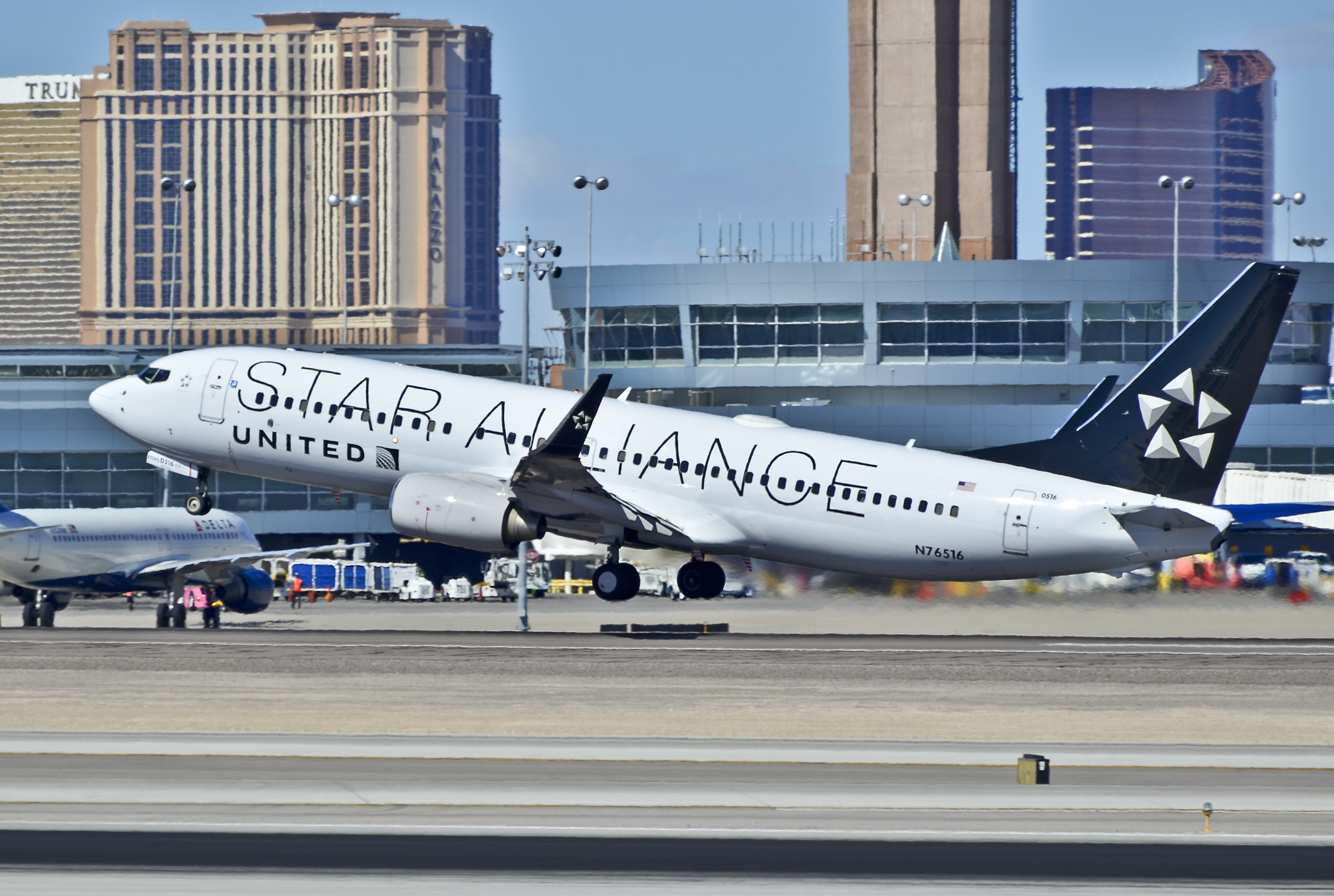